# Вулиця Соломона Ляйнберга (Львів)
Ву́лиця Соломона Ляйнберга — вулиця в Галицькому районі міста Львова, в історичному центрі Львова, що сполучає вулиці Таманську та Балабана.

## Історія та назва
Вулиця виникла наприкінці XIX століття й від 1895 року мала назву Коженьовського, на пошану польського письменника і драматурга Юзефа Коженьовського, автора популярної п'єси «Верховинці» («Карпатські гуралі»). У 1946 році перейменована на вулицю Ползунова, на честь російського конструктора парової машини Івана Ползунова. Свою теперішню назву — Ляйнберга, на пошану українського військового діяча єврейського походження, поручника Української галицької армії Соломона Ляйнберга ця невеличка вулиця отримала у 1992 році.

## Забудова
В архітектурному ансамблі вулиці Ляйнберга переважають класицизм, віденська сецесія.